# GnuVocabTrain
gnuVocabTrain ist ein kostenloser Vokabeltrainer, der verschiedene Abfragemodi und Einstellungsmöglichkeiten in einer mehrsprachigen Benutzeroberfläche bietet. Die Software wurde in Java geschrieben und ist somit auf allen Betriebssystemen lauffähig, für die eine Java-Laufzeitumgebung verfügbar ist. Das Programm hat im Jahr 2011 an Verbreitung gewonnen und wird in vielen öffentlichen Bildungseinrichtungen genutzt.

## Programmbeschreibung

Die „Vokabel Memory“ Funktion von gnuVocabTrain ermöglicht ein spielerisches Erlernen neuer Vokabeln

Mit dem Vokabeleditor können Vokabeln eingegeben und in Vokalbellisten zusammengefasst werden. Eingabehilfen für arabische, griechische, hebräische, kyrillische, lateinische Sonderzeichen sowie Lautschrift und selbst definierte Sonderzeichen und Zeichenketten erlauben vielfältiges Erfassen.
Die Vokabeln können schriftlich und mündlich geübt werden; ebenso über die Abfrage von – nach Bedeutungsgruppen sortierbaren – Synonymen.
Zum spielerischen Erlernen neuer Vokabeln ist ein Vokabel-Memory integriert (siehe Bild).
Statistiken zeigen den Lernfortschritt.

## Rezensionen
- Der Tiroler Bildungsservice lobt es als „Werkzeug mit dem das Wiederholen von Vokabular zum Kinderspiel wird“ und regt Lehrer dazu an, es für den Schulunterricht zu verwenden.[2]
- Das Computermagazin Computer Bild empfahl das Programm als „Software-Tipp des Tages“.[4]
- „Mit gnuVocabTrain können Sie Ihr Vokabular in Fremdsprachen spielend leicht erweitern“[5] urteilt das Computermagazin PC Praxis, welches die Software auch über die mitgelieferte Heft-DVD[6] verbreitet und das Programm im Juni 2011 zum „Download der Woche“ ernannte.[7]
- Das Download-Portal Softonic bewertet gnuVocabTrain mit 7 von 10 Punkten und fand im Test keine erwähnenswerten Nachteile.[8]
- „Userfreundlich, schnörkellos, variabel und unnachgiebig bei falschen Antworten – der gnuVocabTrain darf ernstgenommen werden, und das sowohl von Anfängern und von Fortgeschrittenen.“ lautet das Fazit von Winload.de.[9]